# 太陽花 (電視劇)
《太陽花》，英文名Sun Plants，是一部台灣電視劇，是中視《中視劇場》的「花系列單元之一，製作人魏約翰、魏玫娟，導演胡秀蘭，編劇李順慈。本劇以「精神疾病」議題為主軸。1998年8月27日舉行試片，1998年8月30日於中視首播。

## 播出時間
| 頻道 | 所在地 | 播放日期      | 播出時間    |
| ---- | ------ | ------------- | ----------- |
| 中視 | 臺灣   | 1998年8月30日 | 每週日22:00 |

## 演員表
| 角色   | 演員                      | 角色介紹 |
| 宋妍秋 | 王淑娟                    | 汪漢文之妻，汪子荃、汪子亮、汪子敏的母親，趙亮（陳歡）的外婆。 年輕時是歌喉備受讚賞的空軍玫瑰，深愛著汪漢文，因自責自己間接害丈夫車禍過世，在丈夫出殯當天成了精神病患，一直以為丈夫還在身邊，甚至一度把趙靖當成漢文。最後親手殺了謀害趙士元的汪子荃...救了眾人。 |
| 趙靖   | 李天柱                    | 企業家，蔡秀女的丈夫，趙士元、趙士芬的父親。 年輕當軍人時心儀宋妍秋。和汪家失聯十幾年重逢後，一直以老朋友身份頻繁關心汪家，實際上對妍秋有著超越友誼的情愫。 |
| 蔡秀女 | 席曼寧                    | 趙靖之妻，趙士元、趙士芬的母親。 為人強勢，對趙家全家人有強烈的控制慾。得知丈夫找到年輕時心儀的宋妍秋而恐慌並找汪家麻煩。非常不滿兒子娶了亮亮為妻，故與女兒聯手，欺負並想害死趙家女人。 |
| 汪子亮 | 幼年：楊佩潔 成年：張庭   | 小名亮亮，汪漢文和宋妍秋的女兒，汪子荃的妹妹，汪子敏的姐姐，趙亮（陳歡）的親生母親。 表面是個樂觀開朗的女孩，但其實內心非常缺乏安全感，面對母親發瘋、哥哥子荃跟著姑姑到美國去，從小自己一人照顧發瘋的母親和精神不穩的弟弟子敏。心儀自己的心理諮詢師陳中威，在父親好友趙靖的公司工作，與趙士芬是同事。 對趙士元的熱烈追求心動而嫁給士元，不堪婆婆蔡秀女的虐待跟丈夫趙士元的軟弱而與陳中威有了小孩（趙亮），轉與中威在一起，也感念士元對她的付出。 最後生產第三胎之際，產生難產狀況，而生死未卜。      |
| 陳中威 | 林煒                      | 心理諮詢師，趙亮（陳歡）的親生父親。 心儀自己的病患汪子亮卻因亮亮的家庭狀況而不敢表白，只默默幫助亮亮照顧家人。被趙士芬設計而與之結婚，發現真相後虐待士芬。 與亮亮有了小孩，跟亮亮在一起，最後在醫院手術前，焦慮等待亮亮是否平安。 |
| 趙士元 | 江宏恩                    | 趙靖、蔡秀女之子，趙士芬的哥哥，趙亮（陳歡）的繼父。 為人真誠風趣但個性軟弱不成熟，因家境富裕而不用認真工作，喜歡到處遊山玩水。遇到亮亮後熱烈追求她，並總是帶給妍秋和子敏歡笑。 不顧父母反對與亮亮結婚，可是受迫於強勢的母親，無視於妻子亮亮被母親不合理的對待。雖然如此，但士元一直是家中思維最清晰的人，他甚至是第一個透徹汪子荃陰謀的人。亮亮與中威發生關係後，而同意與亮亮離婚（但內心十分期盼與亮亮復婚）。在接管趙式企業後，個性轉變為成熟負責、堅強，最後為了阻止妹妹再婚，被汪子荃失手殺死。 |
| 汪子敏 | 幼年：羅振棋 成年：王耀慶 | 小名小敏，汪漢文和宋妍秋的么子，汪子荃、汪子亮的弟弟，趙亮（陳歡）的小舅父。 遺傳到母親精神疾病，情緒不穩定時會出現暴力傾向、心智如兒童，最後意外跳河身亡。 |
| 趙士芬 | 梁家榕                    | 趙靖和蔡秀女的女兒，趙士元的妹妹。 因家教嚴格關係，不諳和異性互動。原本和亮亮是同事兼好友，經亮亮的介紹認識了心理諮詢師陳中威，即對他產生迷戀。因為趙靖對妍秋超友誼的關心，及心疼媽媽受了委屈，和亮亮反目。為了得到中威而鼓勵哥哥士元追求子亮，並使計讓中威以為和自己發生了親密關係，也藉此如願和中威結婚。之後被中威發現真相後受不了中威對自己的態度，而中了頻獻殷勤的子荃圈套。遭受到暴力對待，而開始對自己的所作所為感到悔恨，並向父親低頭認錯。                                                  |
| 汪漢文 | 黃仲崑                    | 宋妍秋的丈夫，汪子荃、汪子亮、汪子敏的父親，趙亮（陳歡）的外公。 與趙靖是同袍兼好友。 此為客串角色，於第一集即車禍身亡。 |
| 姑姑   | 李威儀                    | 汪家姑姑，帶著汪子荃去美國。 |
| 汪子荃 | 幼年：蔡明晃 成年：王耀慶 | 汪漢文和宋妍秋的長子，汪子亮、汪子敏的哥哥，趙亮（陳歡）的大舅父。 因家逢巨變受不了家裡的情況而離開家裡隨著姑姑到美國去，回國後得知家裡的狀況而變化並對趙家展開報復並追求趙士芬欲謀奪趙家財產，最後被母親宋妍秋殺死。 |

## 電視劇歌曲
| 曲別   | 曲名       | 作詞           | 作曲   | 演唱             |
| 片頭曲 | 承認       | 潘協慶／李宗盛 | 潘協慶 | 辛曉琪           |
| 片頭曲 | 美夢成真   | 許常德         | 潘協慶 | 許茹芸           |
| 片頭曲 | 我應該得到 | 廖瑩如         | 林東松 | 鄭秀文           |
| 片尾曲 | 不愛你了   |                | 陳偉   | 李玟             |
| 片尾曲 | 放手       | 深白色         | 深白色 | 林志炫           |
| 片尾曲 | 雨季過後   | 攸璟           | 顏毓添 | 高慧君           |
| 片尾曲 | 回頭是岸   | 許常德         | 陳耀川 | 李翊君／迪克牛仔 |

## 翻拍版本
- 《愛可以重來》：2010年中國翻拍版本，由佟麗婭、宗峰岩、龔潔、何欣、俞小凡、田麗等人主演。

### 戲仿
中視《紅白勝利》的一單元〈中國電視尺〉戲仿此電視劇，改名〈太癢花〉（即本劇名的諧音）。由王耀慶真實演出，並飾演汪子荃；而曾國城飾演的是「趙四元」（即此電視劇角色「趙士元」的諧音）。大反派汪子荃處心積慮想殺害「趙四元」與「趙四分」，但「趙四元」還能「奇蹟似的復活」在汪子荃眼前。而最後〈中國電視尺〉的虛構節目〈台灣變色狼〉的虛構主持人「盛竹筍」以槍械輕易地殺死了汪子荃，作為此鬧劇的完結。

## 外部連結
- YouTube上的中視經典戲劇頻道 太陽花完整版播放列表
- YouTube上的中視戲劇  花系列頻道頻道 （页面存档备份，存于）